# 山崎雄樹
山﨑 雄樹（やまさき ゆうき、1975年6月16日 - ）は、日本のフリーアナウンサー。圭三プロダクション所属。元熊本放送アナウンサー。

## 来歴
三重県鈴鹿市出身。三重県立津西高等学校、立命館大学産業社会学部産業社会学科人間・文化コース卒業。
1998年、熊本放送（RKK）に入社。入社直後はラジオ番組、2000年以降はテレビ・ラジオのスポーツ実況や、テレビの報道番組等を中心に担当していた。
2018年にRKKを退社。フリーアナウンサーに転向し、圭三プロダクションに所属。

## 人物・エピソード
座右の銘は「実るほど頭を垂れる稲穂かな」。
大の卓球愛好家であり、40歳になったのを機に競技を再開、全日本選手権（マスターズの部）や全日本ラージボール選手権、全九州大会に熊本県代表として出場した実績もある。

### アノンシスト賞受賞
- JRN・JNN加盟39社で放送された番組の中で、最も優秀と認められたアナウンサーに毎年送られる「アノンシスト賞」の第34回（2009年度）九州・沖縄ブロック審査で、「ラジオスポーツ実況」部門の最優秀賞を受賞。作品は「サッカーAFCアジアカップ日本代表対イエメン代表」。第39回（2014年度）九州・沖縄ブロック審査で、「テレビスポーツ実況部門」の最優秀賞を受賞。作品は「2013熊本県高校駅伝」。第41回（2016年度）九州・沖縄ブロック審査で、「テレビスポーツ実況部門」の最優秀賞、全国審査で優秀賞を受賞。作品は「2015熊本県高校駅伝」 。

## 担当番組

### テレビ
- Tリーグ[5]
- ブンデスリーガ[6]
- Jリーグ中継[7]

## 過去の担当番組

### フリー転向後

#### テレビ
- 東京2020オリンピック（NHK Eテレ）中継スケジュールと応援メッセージのアナウンスを担当
- アバランチ 第5話・最終話（2021年11月15日・12月20日、カンテレ・フジテレビ系）- TVZニュース・アナウンサー 役

### 熊本放送在籍時

#### テレビ
- RKKニュースキャッチャー→ニュースの森くまもと（メインキャスター、当時報道部と放送部の両方に所属）
- VIVA！!ROASSO
- 総力報道!NEWS LIVE くまもと（「ロアッソ情報」）
- RKKワイド夕方いちばん（水・「ロアッソ情報」、2009年4月1日 - 2013年3月27日）
- 夕方いちばんNEWS（第2期・スポーツコーナー担当、2014年1月 - 2015年3月）
- RKK NEWS JUST.（月「スポーツコーナー」、2015年 - 2018年初頭）
- スポーツ中継（ロアッソ熊本ホームゲーム・高校駅伝・熊本城マラソン・高校野球・高校ハンドボールなど）
- 熊日ニュース（随時）

#### ラジオ
- おー!わらナイト
- 突撃戦隊!ラジオ新撰組
- VIVA! ROASSO RADIO（月曜21:00 - 21:52）
- とんでるワイド 大田黒浩一のきょうも元気!(水・「ロアッソ情報」午前10時25分頃に放送）
- 熊日ニュース（随時）

## その他
- 石川佳純選手トークショー(司会)[8]
- KAN・馬場俊英配信シリーズ、第2弾「クイズ・熱闘卓球甲子園！ 大ピンポン＆小ライブ」[9]、第8弾「クイズ・スペアボールの屈辱！」[10]